# Emilie Barrington
Emilie Isabel Barrington (Mayfair, 18 de octubre de 1841 - Langport, 9 de marzo de 1933) fue una biógrafa y novelista británica.